# Milt Bernhart
Milt Bernhart, né le 25 mai 1926 à Valparaiso dans l'Indiana (États-Unis d'Amérique) et mort le 22 janvier 2004 à Glendale en Californie, est un tromboniste de jazz américain. C'est un représentant du jazz West Coast.

## Biographie
Milt Bernhart devient orphelin à l'âge de 10 ans. Il est accueilli chez des proches à Chicago où il apprend d'abord le tuba et plus tard le trombone. Âgé de 16 ans, il rejoint le groupe du saxophoniste Boyd Raeburn et joue au Bandbox de Chicago.

## Discographie partielle

### Comme leader
- 1955 : Milt Bernhart Brass Ensemble : Modern Brass, RCA Records LPM-1123
- 1958 : The Sound Of Bernhart, Decca DL 9214

### Comme sideman
- 1954 : Herb Geller, Milt Bernhart, John Graas, Don Fagerquist, Marty Paich, Howard Roberts, Curtis Counce, Larry Bunker : Jazz Studio 2 - From Hollywood, Decca, DL 8079
- 1958 : Ella Fitzgerald et Louis Armstrong : Porgy and Bess, Verve Records
- 1959 : Ella Fitzgerald : Ella Fitzgerald Sings the George and Ira Gershwin Songbook, Verve Records